# Usos, calidad y normatividad del agua en México
Los usos, la calidad y la normatividad del agua en México son los elementos que nos permiten analizar integralmente el estado actual del agua en México. Lo anterior debido a que la calidad del agua es un atributo definido socialmente en función del uso que se le piense dar al líquido y a que cada uso requiere un determinado estándar de calidad. Así, para evaluar la calidad del agua en México es entonces necesario considerar el contexto del uso probable que tendrá y conocer la normatividad aplicable a ese determinado uso.

## Usos del agua en México
En México, la Ley de Aguas Nacionales (LAN), en su título cuarto, artículo 22 señala que cada Consejo de Cuenca en coordinación con el Organismo de Cuenca propondrá un orden de prelación regional aplicable al otorgamiento de concesiones y asignaciones. Según el artículo 24 de la misma ley, la prelación de uso también responderá a las prioridades de desarrollo, el beneficio social y el capital invertido o por invertir. En tanto se cumple esta disposición de la LAN, el orden de prelación de los usos del agua para la concesión y asignación aplicable es:
1. Doméstico,
2. Público urbano,
3. Pecuario,
4. Agrícola,
5. Uso para la conservación ecológica o uso ambiental,
6. Generación de energía eléctrica para servicio público,
7. Industrial,
8. Acuacultura,
9. Generación de energía eléctrica para servicio privado,
10. Lavado y entarquinamiento de terrenos,
11. Uso para turismo, recreación y fines terapéuticos,
12. Uso múltiple y
13. Otros.

En la práctica, sin embargo, considerando los mayores volúmenes consumidos en México, los usos del agua se dividen en dos grandes grupos:
1. Usos consuntivos, que incluyen:
  1. Abastecimiento público,
  2. Uso agrícola,
  3. Industria autoabastecida,
  4. Termoeléctricas y
2. Usos no consuntivos referidos principalmente a las centrales hidroeléctricas con un almacenamiento nacional superior a 93 mil Mm³ solo en 26 centrales en el año 2012, de las 172 principales presas del país.

La información referente a los usos consuntivos del agua en México puede ser consultada en el Atlas Digital del Agua, el Sistema Nacional de Información del Agua (SINA) o en las Estadísticas del Agua en México, que integran información histórica y actual sobre la cantidad, calidad, usos y conservación del agua en México a nivel regional, estatal y nacional además de un glosario en donde puedes encontrar las definiciones de los usos. Por ejemplo, si se desea conocer el uso del agua en el Estado de San Luis Potosí, el portal del SINA presenta la información por temas. Se ubican entonces los usos del agua que presentan el gráfico “Evolución del volumen concesionado para usos consuntivos por tipo de fuente”. Dicha evolución se puede consultar a nivel nacional y a través del tiempo así como a nivel estatal para el que se presenta el gráfico “Volumen concesionado para usos consuntivos por entidad federativa”. Como se puede constatar, en el Estado de San Luis Potosí, el mayor volumen de agua concesionado es para el sector agrícola, seguido por el abastecimiento público, las termoeléctricas y en último lugar la industria autoabastecida. Dicha información también puede ser consultada en el Atlas Digital.

## Calidad del agua en México
En lo que se refiere a calidad, en México, la calidad del agua de cuerpos superficiales, zonas costeras y aguas subterráneas, puede ser calificada como:
- Excelente
- De buena calidad
- Aceptable
- Contaminada o
- Fuertemente contaminada

Las categorías anteriores se establecen con base en tres indicadores que son:
- La demanda bioquímica de oxígeno a cinco días (DBO5)[10]
- La demanda química de oxígeno (DQO)[11] y
- Los sólidos suspendidos totales (SST).[12]

La DBO5 y la DQO se utilizan para determinar la cantidad de materia orgánica presente en los cuerpos de agua provenientes principalmente de las descargas de aguas residuales, de origen municipal y no municipal. Por otro lado, los SST tienen su origen en las aguas residuales y la erosión del suelo. El incremento de los niveles de SST hace que un cuerpo de agua pierda la capacidad de soportar la diversidad de la vida acuática. Estos parámetros permiten reconocer gradientes que van desde una condición relativamente natural o sin influencia de la actividad humana, hasta agua que muestra indicios o aportaciones importantes de descargas de aguas residuales municipales y no municipales, así como áreas con deforestación severa.
Estos tres indicadores se miden actualmente en México en cientos de sitios de agua superficial mediante la Red de Monitoreo de Calidad del Agua de la Comisión Nacional del Agua, órgano administrativo con atribuciones de autoridad en materia de la cantidad y calidad de las aguas y la gestión de las mismas en territorio nacional mexicano, designado así en la LAN. Cada cuerpo de agua evaluado por la Red de Monitoreo tendrá valores para cada uno de los tres indicadores de calidad del agua, uno por cada indicador y, dato curioso, sin que ello implique que se califique respecto a algún uso específico, sino más bien considerando un gradiente de condición natural a cuerpo de agua contaminado, clasificando las aguas superficiales como se muestra a continuación.
| Calidad                 | DBO5 (mg/L) | DQO (mg/L) | SST (mg/L) |
| Excelente               | ≤3          | <10        | <25        |
| Buena calidad           | 3 - 6       | 10 - 20    | 25- 75     |
| Aceptable               | 6 - 30      | 20 - 40    | 75 - 150   |
| Contaminada             | 30 - 120    | 40 - 200   | 150 - 400  |
| Fuertemente contaminada | > 120       | > 200      | > 400      |

Durante algún tiempo, en México, se utilizó el Índice de Calidad del Agua (ICA) como un parámetro para calificar el estado de los cuerpos de agua. Sin embargo, su uso se volvió complicado ya que la determinación de 18 parámetros resultaba costosa y los resultados que se obtenían no permitían distinguir en realidad el estado de los cuerpos de agua. Además, se obtenía que muchos cuerpos de agua no pudieran calificarse aptos para su uso, debido a la mayor importancia que se daba a los parámetros dirigidos a la protección de la vida acuática; por ejemplo, se otorgaba una mayor ponderación al oxígeno disuelto (O2). Así, a partir de 2004, la calidad del agua se verifica a través de los tres indicadores ya comentados: DBO5, DQO y SST.
Por otro lado, otra referencia ampliamente utilizada en México para evaluar la calidad del agua se refiere a los Criterios Ecológicos de Calidad del Agua CE-CCA-001/89. Dichos criterios fueron publicados inicialmente en la Gaceta Ecológica editada por la Secretaría de Desarrollo Urbano y Ecología (SEDUE) y, posteriormente, el 13 de diciembre de 1989 en el Diario Oficial de la Federación (DOF). Dichos criterios pueden ser consultados haciendo una búsqueda por fecha de publicación en el DOF después de registrarse gratuitamente.
Con base en Los Criterios Ecológicos de Calidad del Agua CE-CCA-001/89, los cuerpos de agua se pueden calificar como aptos, o no, para ser utilizados como:
1. Fuente de abastecimiento de agua potable,
2. En actividades recreativas con contacto primario,
3. Para riego agrícola,
4. Para uso pecuario,
5. En la acuacultura, o
6. Para la protección de la vida acuática.

La publicación de los Criterios Ecológicos de Calidad del Agua en México se inspiró en la publicación de los Criterios de Calidad para el Agua (EPA 440/5-86-001, 1986), publicados en 1986 por la Agencia de Protección del Ambiente de los Estados Unidos de Norteamérica (USEPA). Estos últimos surgieron en respuesta a la Ley de Aguas Limpias (Clean Water Act) de los Estados Unidos de Norteamérica que requería a la EPA que publicara y actualizara periódicamente criterios de calidad del agua en el documento reconocido como The Gold Book. Dichos criterios debían reflejar con precisión los últimos conocimientos científicos relativos al tipo y alcance de los efectos identificables en la salud y el ambiente que se pudieran esperar de la presencia de contaminantes en cuerpos de agua, incluidos los acuíferos. Además, debían incluir los últimos conocimientos relativos a la concentración y la dispersión de contaminantes, o sus productos derivados, a través de procesos biológicos, físicos y químicos. Por último, señalar los efectos de los contaminantes en las comunidades biológicas, la productividad y la estabilidad, incluyendo información sobre los factores que afectaban las tasas de eutrofización y sedimentación orgánica e inorgánica. Si bien los Criterios de Calidad del Agua no eran leyes, ni tenían impacto regulatorio, sí presentaban datos científicos, pero, sobre todo, ofrecían (y siguen ofreciendo) una guía sobre los efectos ambientales de los contaminantes. Esta información podría ser útil para formular estándares basados en consideraciones de impactos en la calidad del agua. Se establecía también que cuando hubiera nuevos datos disponibles, dichos criterios tendrían que ser actualizados para reflejar recomendaciones aplicables para la protección de la vida acuática y la salud humana; sobre todo a nivel regional. Ahora se publica un informe del monitoreo y evaluación de las corrientes y ríos, el National Water-Quality Assessment.
Al parecer, este mismo espíritu fue, de alguna manera, instalado en la publicación de Los Criterios Ecológicos en México. Al igual que en los Estados Unidos, los Criterios Ecológicos en México no tenían (ni tienen) carácter normativo, pero se aplican normalmente por los sectores gubernamentales y académicos para calificar los recursos hídricos. Un ejemplo de esto, solo por mencionar uno, se hace patente en la valoración de la calidad del agua en ecosistemas costeros, en donde, a falta de valores de referencia con carácter normativo se recurre al uso de los Criterios Ecológicos de Calidad del Agua CE-CCA-001/89 para evaluar la Calidad del Agua en los Sistemas Costeros de México. Sin embargo, algunos límites deben revisarse ya que las técnicas analíticas no son lo suficientemente sensibles para detectarlos. Sobre todo en el caso de compuestos que se encuentran en concentraciones traza o muy pequeñas como hidrocarburos y plaguicidas.
En la actualidad, en México, siguiendo ejemplos internacionales, se busca contar con sitios de referencia, definidos como aquellos que pueden servir de comparación por contar con condiciones naturales o de muy baja alteración dentro de una cuenca. Estos sitios son muy útiles en los estudios de clasificación de las corrientes para estimar su capacidad de diluir y asimilar contaminantes, establecer límites máximos de descarga y señalar las metas de calidad a diferentes plazos en las declaratorias del artículo 87 de la LAN así como para asociarlos a las condiciones que permiten la existencia de comunidades acuáticas en los estudios de caudal ecológico.

## Normatividad

### Calidad del agua para abastecimiento público
En lo que se refiere al agua de fuentes de abastecimiento público, se considera que el agua es de buena calidad cuando está exenta de sustancias y microorganismos que sean peligrosos para los consumidores y libre de sustancias que transmitan sensaciones sensoriales desagradables para el consumo humano, como el color, el olor, el sabor o turbiedad. Los estándares de calidad para este tipo de uso se establecen sobre la base de características microbiológicas, físicas y organolépticas, contenido de constituyentes químicos y características radioactivas. La Organización Mundial de la Salud (OMS) marca límites máximos permisibles para diversos contaminantes para agua potable y para contacto primario, que son considerados como base para la normatividad en diversos países.
A pesar de que cada país establece su normatividad, en general se regulan aspectos microbiológicos, fisicoquímicos, contenido de contaminantes orgánicos y en algunos casos, radiactivos, como se puede observar al comparar la normatividad vigente en países como Perú, Colombia, el Salvador y México. En el caso de México, la “MODIFICACIÓN a la Norma Oficial Mexicana NOM-127-SSA1-1994, Salud ambiental. Agua para uso y consumo humano. Límites permisibles de calidad y tratamientos a que debe someterse el agua para su potabilización” es la norma que regula las características bacteriológicas, físicas y organolépticas, químicas y radioactivas del agua para consumo humano. Esta norma puede ser consultada en el DOF, del 22 de noviembre de 2000.
Cuando se revisa a detalle la normatividad de distintos países, el contraste es interesante. Por ejemplo en cuanto a los límites máximos permisibles (LMP) para contaminantes orgánicos, Perú establece dos parámetros globales o generales, extracto carbón cloroformo y extractables en éter de petróleo, en tanto Colombia (Instituto Colombiano de Normas Técnicas y Certificación, 2013) regula algunos compuestos específicos, como los plaguicidas paratión, metilparatión, carbamatos y toxafeno, además de los plaguicidas clorados persistentes incluidos también en la normatividad mexicana. La vanguardia la marca La República del Salvador que indica puntalmente límites para un total de 32 plaguicidas como atrazina, carbofuran y simazina, entre otros. Es posible que esto se deba a que su normatividad es más reciente, del año del 2009. A la fecha, la normatividad mexicana sólo incluye siete plaguicidas clorados. Sin embargo, existe un proyecto de norma intitulado “Agua para uso y consumo humano. Límites máximos permisibles de la calidad del agua, control y vigilancia de los sistemas de abastecimiento”, en donde se propone regular un número importante de plaguicidas, para ser precisos, treinta, entre los que se encuentran compuestos clorados, fosforados, carbamatos, derivados de la urea y herbicidas clorados. No obstante, hasta ahora no ha sido publicada, es decir no se ha hecho oficial.

### Calidad del agua para riego agrícola
La calidad del agua para irrigación se determina principalmente por el tipo y la cantidad de sales disueltas pero también por la tolerancia de los cultivos a las sales, las propiedades del suelo, las condiciones de manejo de suelo y agua y las condiciones climatológicas. Las sales disueltas en el agua son llevadas al suelo cuando se realiza el riego de cultivos y si no son absorbidas por ellos, permanecen en él cuando el agua se evapora. A medida que se incrementa el contenido de sales en el agua, pueden desarrollarse diversos problemas, tanto en el suelo como en los cultivos, y puede llegar a ser necesario aplicar prácticas de manejo especial para mantener rendimiento de cosechas aceptables. La calidad del agua o la idoneidad para el uso en la agricultura se juzga en función de la posible gravedad de los problemas que se podrían desarrollar durante el uso a largo plazo, incluida la restricción del rendimiento del cultivo.
La Organización de las Naciones Unidas para la Alimentación y la Agricultura, FAO por sus siglas en inglés, a través de su publicación de Calidad del Agua para la Agricultura presenta, entre otros temas, una guía que ayuda a determinar el grado de restricción del agua en función de los factores antes mencionados.
La Comisión Internacional de Riego y Drenaje, ICID (por sus siglas en inglés) también ha señalado valores guía de calidad del agua para distintos cultivos de importancia regional en el mundo.
Por otro lado, en México está permitida la reutilización de agua residual para siembra, cultivo y cosecha de productos agrícolas, excepto legumbres y verduras que se consumen crudas. La calidad del agua que debe cumplir el agua para este fin está regulada por la Norma Oficial Mexicana NOM-001-SEMARNAT-1996 Archivado el 25 de septiembre de 2015 en Wayback Machine. que establece parámetros fisicoquímicos básicos, como materia flotante y grasas y aceites entre otros, además de cianuros y algunos metales, y los indicadores de contaminación por patógenos y parásitos.

### Calidad del agua para la industria autoabastecida
Se denomina industria autoabastecida a aquella que se provee directamente de ríos, arroyos, lagos o acuíferos del país. Los principales ramos empresariales que conforman este grupo son la industria de la minería, alimentos, azúcar, bebidas, textil, papelera, química y del acero. En México no existe normatividad acerca de la calidad del agua para industria autoabastecida, más bien las necesidades de calidad del agua estarán regidas por los requerimientos del proceso y demás usos a los que va destinada. Por ejemplo para la industria alimenticia el agua puede usarse además de ingrediente, para lavar y desinfectar frutas y verduras, en el proceso de limpieza y sanitización de superficies, en el aseo personal, en los procesos de enfriamiento y en la producción de vapor. En este caso entonces, el agua debe cumplir al menos todos los parámetros de calidad del agua que establece la Modificación a la NOM-127-SSA1-1994, excepto para los últimos dos usos en la que se requiere agua con un contenido de sólidos disueltos más estricto para evitar incrustaciones en los sistemas de enfriamiento y de generación de vapor.

### Calidad del agua para termoeléctricas
El agua en las centrales termoeléctricas es usada principalmente en el sistema de enfriamiento para el condensado de vapor. El componente principal de tales sistemas son las torres de enfriamiento en donde el agua caliente intercambia calor con el aire. La base del enfriamiento es la evaporación pero conforme el agua se va evaporando, los iones que la conforman no lo hacen y permanecen en el agua de circulación, en donde se concentran hasta niveles excesivos. Cuando la concentración de algunas especies excede de ciertos límites, se tiene el riesgo de que el agua sea corrosiva o que algunas especies precipiten y se depositen sobre las superficies de transferencia de calor, provocando que el agua adquiera características incrustantes. Las especies químicas que provocan esos problemas son principalmente: carbonatos de calcio, sulfato de calcio, silicatos de magnesio y de calcio y fosfatos. El Instituto de Investigación de Energía Eléctrica, (EPRI por sus siglas en inglés) de los Estados Unidos ha establecido parámetros de calidad para el agua que se emplea en torres de enfriamiento para minimizar problemas operativos y estos además sirven de guía en el ámbito internacional.
A pesar de las deficiencias que existen actualmente en México respecto a normatividad en relación al agua, ésta es extensa, e incluye tanto leyes (enlace roto disponible en Internet Archive; véase el historial, la primera versión y la última). como normas, algunas de observancia obligatoria, Normas Oficiales Mexicanas (enlace roto disponible en Internet Archive; véase el historial, la primera versión y la última). (NOMs) y otras de aplicación voluntaria Normas Mexicanas Archivado el 25 de septiembre de 2015 en Wayback Machine. (NMXs). Un resumen de éstas y algunas otras se presenta concisamente en el Capítulo 5.5 de las Estadísticas del Agua en México Archivado el 1 de junio de 2015 en Wayback Machine. clasificadas en los siguientes grupos:
- Grupo SEMARNAT. Incluye siete normas,[26][31][32][33][34][35][36] entre estas, las NOM-001, 002 Y 003 Archivado el 13 de mayo de 2015 en Wayback Machine., que establecen los límites máximos permisibles en las descargas de aguas residuales en aguas y bienes nacionales,[26] los límites máximos permisibles en las descargas de aguas residuales a los sistemas de alcantarillado urbano o municipal[31] y los límites máximos permisibles de contaminantes para las aguas residuales tratadas que se reúsen en servicios al público,[32] respectivamente, Además, otras que se enfocan a lodos, biosólidos,[37] y jales[34] así como a la protección de acuíferos, humedales costeros y zonas de manglar.[35]
- Grupo CONAGUA.[38][39][40][41][42][43][44][45][46][47][48][49] Incluye doce, entre las que destacan, para los fines de este documento, las que marcan los requisitos para la protección de acuíferos durante la construcción de pozos (enlace roto disponible en Internet Archive; véase el historial, la primera versión y la última).,[39] mantenimiento y rehabilitación y cierre de los mismos.[40] Así como para la recargade acuíferos[48] e infiltración[49] de los mismos.
- Grupo SALUD. Incluye cinco,[20][50][51][52][53] indudablemente, la más destacada es la NOM-127-SSA1-1994[20]”Salud ambiental. Agua para uso y consumo humano. Límites permisibles de calidad y tratamientos a que debe someterse el agua para su potabilización”
- Grupo Normas Mexicanas. En total existen 73 NMX vigentes Archivado el 25 de septiembre de 2015 en Wayback Machine., que incluyen los métodos de prueba para el análisis del agua de la serie AA.

### La calidad del agua y la salud humana
La importancia de la calidad del agua radica en que el agua es uno de los principales medios para la transmisión de muchas enfermedades que afectan a los humanos. De acuerdo a la nota descriptiva N.330 Archivado el 25 de septiembre de 2015 en Wayback Machine. publicada por la OMS en abril de 2013, las enfermedades diarreicas causan anualmente 760 000 decesos de menores de cinco años. En México, esta dolorosa situación se ve reflejada en las estadísticas publicadas en el ícono Agua y Salud del SINA, de 2014, en donde se registran del orden de 9 300 muertes de infantes en el año 2010.
Para ese mismo año, la Organización de las Naciones Unidas reconoció formalmente el derecho humano al agua y al saneamiento a través de la Resolución 64/292, que exhorta a los Estados y organizaciones internacionales a proporcionar recursos financieros, a propiciar la capacitación y la transferencia de tecnología para ayudar a los países, en particular a los que están en vías de desarrollo a proporcionar agua potable suficiente, saludable, aceptable, accesible y asequible a todos. El documento Informe sobre el derecho humano al agua en México ilustra la visión que sobre este derecho existe en México.
En términos del saneamiento, México mantiene una importante brecha entre potabilización y saneamiento, y entre la dotación de estos servicios en zonas urbanas y rurales, dando tratamiento sólo a porcentajes menores al 60% de las aguas residuales municipales. Por lo anterior, se estableció como una meta dentro de los Objetivos del Milenio reducir a la mitad, para 2015, la proporción de personas sin acceso sostenible al agua potable y a servicios básicos de saneamiento con la finalidad de garantizar la sostenibilidad del medio ambiente.
Por lo anterior, conocer la calidad del agua es importante no sólo en términos de transmisión de enfermedades sino también para:
- Determinar si el agua es apta para determinados usos.
- Como herramienta para evaluar los resultados de los programas de control de la contaminación.
- Ayudar a dirigir los esfuerzos de control de la contaminación a donde más se necesitan.
- Responder a emergencias como inundaciones y derrames.
- Identificar tendencias en el tiempo.
- Identificar problemas emergentes.
- Caracterizar los cuerpos de agua y sus recursos naturales.
- Evaluar el cumplimiento de los tratados, acuerdos y convenciones internacionales.
- Conservar los ecosistemas
- Proteger los servicios ambientales